# إيدا هنريتا هايد
إيدا هنريتا هايد (بالإنجليزية: Ida Henrietta Hyde)‏ هي عالمة وظائف الأعضاء في أمريكية، ولدت في 8 سبتمبر 1857 في دافنبورت في الولايات المتحدة، وتوفيت في 22 أغسطس 1945 في بيركيلي في الولايات المتحدة.

## الطفولة
وُلدت في دافينبوت، بولاية أيوا الأمريكيّة، وهي واحدة من أربعة أطفال لميير، وبابيتّ لوينثال، وهما من المهاجرين الألمان من فرتمبورغ. حصلوا على اللقب هايد بعد وصولهم للولايات المُتحدة الامريكيّة. كان والدها تاجرًا يعمل خارج المنزل، والذي ترك الأسرة في واحدة من رحلاته، تاركًا بابيتّ لتعتني بالأطفال. ولِتتولى العائلة مسئولية نفسها بعد مغادرته، انتقلت إلى شيكاغو، حيثُ عملت بابيتّ في التنظيف، والتصليح حتى أصبحت قادرة على بدء عملها الخاص بشكل جيد. كان كل الأطفال قادرين على الذهاب للمدرسة العامة، وأصبحوا مُتعلمين من أفراد الطبقة المتوسطة، لكن شقيق إيدا الوحيد كان عازمًا على الالتحاق بالجامعة.
في عام (1871)، دُمِّر منزل العائلة في حريق شيكاغو العظيم، والذي دمر عمل العائلة أيضًا. بدون أي مصدر من صادر الدخل، دخلت إيدا الابنة الأكبر في أسرتها سوق العمل في الرابعة عشر من عُمرها كمُتدربة مع بائع قُبعات نسائية. بسبب عُمرها، وكونها الأكبر بين إخوتها، وقعت على عاتقها الكثير من المسئوليّة لإعالة أسرتها. ساعدت إيدا في توفير جزء كبير من دخل الأسرة، وحتى توفير مصروفات التعليم اللازمة لأخيها الوحيد للالتحاق بجامعة إيلينويس. وبمرور الوقت، ترقّت في وظيفتها لتصبح بائعة. وفّرت لها خبرتها في متجر الملابس قيمة إضافيّة في حياتها بسبب قدرتها على تشكيل، وتصميم ملابسها الخاصة بأقل اللوازم المُمكنة.

## التعليم
أثناء عملها في متجر الملابس، أُتيحت لها فرصة الحصول على نسخة باللغة الإنجليزية من Ansichten der Natur (منظر الطبيعة)، من تأليف ألكسندر فون هومبولت. كان هذا بداية ولادة شغفها بعلم الأحياء، انطلاقًا من عملها. بالإضافة لذلك، ساعدها هذا بالانطلاق نحو مواصلة تعليمها، لتحضر الدروس الليلية بمتحف أثينيوم بشيكاغو ما بين عامي (1875-1876) رغم الاعتراضات التي لاقتها من والديها. جاءت لها فرصة الحصول على المزيد من الدراسات التعليمية أثناء زيارتها إلى أخيها في الجامعة عندما قابلت العديد من النساء العاملات في الأوساط الأكاديميّة. كانت إيدا قادرة على اجتياز اختبارات قبول المدرسة الإعدادية للكلية، ولاحقًا، التحقت بنفس الجامعة التي يدرس فيها شقيقها.
بدأت أيدا دراستها في جامعة إلينيوس في الرابعة والعشرين من عمرها، لكنها توقفت لفترة وجيزة عندما مرض شقيقها في عام (1882)، وكان عليها البقاء معه لرعايته. أنفقت إيدا كل مُدخراتها خلال عام واحد فقط من دراستها. ومع ذلك، اجتازت اختبار مُعلم المُقاطعة، وبعدها بثلاث سنوات اجتازت اختبار مُعلم شيكاغو، وخلال السبع سنوات التالية عملت كمُعلمة للصف الثاني، والثالث في نظام مدارس شيكاغو العامة. لازالت مساعيها لمتابعة دراسة علم الأحياء تتضح في محاولاتها المُستمرة للعمل على تدريس العلوم الطبيعة في نظام المدارس العامة بشيكاغو. وفرت إيدا المال اللازم من عملها لمتابعة مُحاضراتها، مُحافظة على تركيزها لتحقيق هدفها بالحصول على الشهادة الجامعيّة.
في عام (1888) كانت إيدا قادرة على العودة للحياة الجامعية مرة أخرى في عمر الواحد والثلاثين. التحقت بجامعة كورنيل، وحصلت على درجة الباكلريوس في الآداب خلال ثلاث سنوات فقط. عُرضت عليها منحة لدراسة علم الأحياء بكلية برين ماور، وافقت إيدا على المنحة وبدأت دراستها تحت إشراف جاكيوس لوب، وتوماس مورغان.[2] وبينما عملت كمساعدة في مُختبر وودز هول البيولوجي، واصلت أبحاثها على الجهاز العصبي لقناديل البحر. توصّلت للعديد من الأوصاف والرسومات التفصيليّة للخلايا العصبية. حصلت إيدا على زمالة أوروبيّة من جمعيّة ألوميني، والتي ستصبح لاحقًا الرابطة الأمريكيّة للنساء الجامعيّات.
يُقال أنَّ نتائج أبحاث إيدا في مُختبر وودز هول ساعدت في حث دكتور جوتتِ لدعوتها للحضور لجامعة ستراسبورغ عام (1893)، للعمل معه، حتى ولو لم تكن امرأة فعلت ذلك من قبل. أثناء تواجدها في ستراتسبورغ، كانت أول امرأة في ألمانيا ترفع التماسًا للتسجيل في الجامعة للدراسات العليا في العلوم الطبيعية، والرياضيات. وفي نفس الوقت كان من الضروري أن تقدم طلبًا للحكومة، وتحصل على موافقة الجامعة. وقبل أن تتم تلك الإجراءات بشكل كامل، سحبت إيدا محاولاتها. يُقال أن سبب تصرف إيدا بالانسحاب من مواصلة محاولاتها، هو حديث الكثير من الناس مُعترضين على الالتماس الذي قدمته، وأن جامعة هيدلبِرغ ستكون خيارًا أفضل للحصول على شهادتها.
حصلت إيدا على درجة الدكتوراة من جامعة هيدلبِرغ بألمانيا في عُمر التاسعة والثلاثين، بعد تغلبها على العديد من العقبات بسبب جنسها. كان يجب عليها تخطي عمل الطالب المتوسط لحصول على شهادتها الجامعيّة، لتصبح ثالث امرأة تتخرج بشهادة الدكتوراة من هناك. كانت المُشكلة الرئيسة في طريق حصولها على شهادة الدكتوراة هي الأستاذ المُشرف، والذي لم يُحبذ فكرة أن تعمل امرأة تحت قيادته. في النهاية، تغلبت إنجازاتها على معارضته، واجتازت اختبار الدكتوراة بمرتبة الشرف في فبراير –شباط- عام (1896)، لتصبح أول امرأة تحصل على درجة الدكتوراه من هذه المؤسسة. فحص مشروعها البحثي التطوّر الوظائفي لقناديل البحر (Hydromeduse).
بحثت إيدا في العديد من المؤسسات قبل الذهاب لجامعة كانساس، بما في ذلك، جامعة بيرن عام (1896)، وكلية ريدكليف عام (1897). قبل العمل بجامعة كانساس، درست أيضًا بكلية الطب في روش على مدار عدة فصول دراسية لتحصل منها على درجة الماجستير في الطب عام (1911).

## حياتها المهنيّة
إبان سنوات إيدا السبعة في التدريس، ساهمت في تأسيس برنامج «العلم في المدارس» في نظام المدارس العامة بشيكاغو. ساعد البرنامج في إقحام دراسة علوم الطبيعة في هذه المدارس، حيثُ عُرفت بمشاركة طرق التدريس الخاصة بها مع زملائها المُعلمين.
بعد حصولها على الدكتوراة، دُعيت إيدا إلى مدينة نابولي بإيطاليا كمحققة إقامة بمركز البحث العلمي الحيواني بنابولي، وهي وظيفة مرموقة. واصلت عملها على فيزيولوجيا اللافقاريات البحريّة، حتى انتقالها لجامعة بيرن بسويسرا للعمل مع دكتور كرونكر على فزيولوجيا العضلات. كانت أول امرأة يُسمح لها بإجراء أبحاث بكلية الطب بجامعة هارفارد تحت إشراف دكتور بورتر. وأثناء تواصل أبحاثها، عززت إيدا قدراتها بالتعليم والتدريب بالجامعة. استمرت إيدا بالتدريس في فصول المدارس الإعدادية، وفي وودز هول في فصل الصيف.
عُينت إيدا كأستاذ مُساعد في جامعة كانساس عام (1899)، وأسست قسم علم وظائف الأعضاء بالجامعة، كما عملت كأول رئيس للقسم بالجامعة، حيثُ استمرت في عملها لنحو 22 عامًا.
خلال مسيرتها المهنيّة، غطت أبحاث إيدا الجهاز العصبي، والدوري، والتنفسي للفقاريات، واللافقاريات، واستكشفت تأثيرات المخدرات، والكافيين، والكحول على الجسم. وخلال عملها، أشارت إيدا إلى الاختلافات في تأثير الموسيقى على القلب، والأوعية الدموية في كل من الرياضيين، والموسيقيين، والمزارعين، وأن الكافيين هو سبب انخفاض كفاءة العمل البدني. هي أول امرأة اُختيرت من قبل الجمعية الأمريكيّة لمتخصصي علم وظائف الأعضاء عام (1902)، وكانت المرأة الوحيدة العُضوة في الجمعية حتى عام (1913).

## القطب الكهربي الصغير
كانت إيدا باحثة، وأستاذة، كما كانت مُخترعة، ومستكشفة. طورت أدوات لرصد العوامل المُتغيرة في وظائف الأعضاء للحيوانات البحريّة، والتي يُمكن استخدامها في ماء البحر. كان أكثر اختراعاتها شهرة هو القطب الماص. لاحظت دكتور إيدا أن المحاليل الإلكتروليتية –المنحلات بالكهرباء– في التركيزات العالية تؤثر على عملية انقسام الخلية، قادتها تلك الملاحظة لاكتشاف وجود فوارق في الجهد الكهربي داخل الخلايا. لتفهم كيف تعمل الخلايا العصبية، والعضلية، كانت بحاجة لتحفيز الخلايا بشكل مناسب، لتدوين نتائج التغير في التيارات الكهربيّة الحادثة في كل خلية على حدة. قُطب إيدا الكهربي كان يُستخدم في تلك المهمة، بتحفيز الخلايا لمستوى ميكروي، بينما تقوم هي بتسجيل النشاط الكهربي داخل الخلية بدون تحطيم الجدار الخلوي. كان هذا الجهاز اختراعًا ثوريًا في الفيزيولوجيا العصبيّة، ودراسة الأنسجة العصبية الانقباضية، ومع ذلك، لم يُنسب هذا الاختراع لإيدا بشكل رسمي باعتبارها أول مُخترعة له.
على الرغم من الإبلاغ عن اختراع إيدا للقطب الكهربي عام (1921)، إلا أنَّ العديد من العلماء الآخرين صمموا العديد من الأقطاب الكهربية المشابهة لقطب إيدا، لكن المؤرخون العلميون مثل كاس سيمون، اعتمد قطب إيدا كاختراعًا أصليًا ثوريًا. اُخترع قطب كهربي آخر بعد نحو 20 عامًا من إعلان إيدا عن اختراعها، بواسطة جوديث جراهام، ورالف جيرالد من جامعة شيكاغو. وفي عام (1950)، رُشح جيرالد لجائزة نوبل، بسبب نموزجه المُطوَّر للقطب الكهربي.

## منشورات مُختارة
- ملاحظات على قلوب بعض الثدييات. عالم الطبيعة الأمريكي 25(298) عام (1891).
- الجهاز العصبي في الجونيوما مرباتشي. النشرة البيولوجية 4(1) عام (1902).
- القيصر وسمك الشيطان –نوع من الأخطبوط–. مجلة بوست المسائيّة بنيويورك، 25 مايو عام (1918).
- القطب الكهربي، والتحفيز الخلوي. بويل بول عام (1921).
- تأثير الموسيقى على رسم القلب، وضغط الدم. جي فيزيكول عام (1924).

## مُساهماتها في مجال صحة الإنسان
ألقت إيدا عدّة محاضرات في مناسبات عديدة داخل وخارج جامعة كانساس. أنشأت برنامجًا للفحص الطبي العام لأطفال المدارس من أجل الأمراض السارية مثل السُل، والتهاب السحايا الفقري، بمساعدة أطباء المنطقة. اُختيرت لعضوية الجمعية الطبية بكانساس على الرغم من أنها لم تكُن ممتهِنة لمهنة الطب بشكل حقيقي، بسبب خبراتها في معرفة الأمراض المُعدية، والسيطرة عليها. عُينت كرئيسة للجنة الصحة، والصرف الصحي، والدفاع الوطني بجامعة كانساس عام (1918). نسبة ملحوظة من المحاضرات التي عقدتها إيدا كانت على الأحوال الشخصيّة، والنظافة العامة، والأمراض القابلة للانتشار. تحدثت دكتور إيدا بشكل مُنفتح عن العلاقات الجنسيّة البشريّة ودورها في انتشار الأمراض، إضافة لكونها داعم رئيس لنشر الوعي بالصحة العامة.

## مواجهة التمييز ضد المرأة
«سرعان ما عملت في المُختبر الرائع الخاص بي، هذا لأنه من الواضح لي أنَّني كنت أحتل مكانة فريدة. في الحرم الجامعي، تداولت الأخبار بسرعة حول حقوق المرأة الامريكيّة. لتنمو الجُرأة بفرض الدخول إلى قاعات الكلية». – إيدا هيدا، «قبل أن تكون امرأه فهي إنسان».
قاومت إيدا العديد من العقبات في مسيرتها التعليمية، والمهنية بسبب جنسها، وضغطت من أجل الحصول على المزيد من الحرية، والمساواة في معاملة المرأة داخل الأوساط الاكاديميّة خلال حياتها. عندما حُرمت من حقها في الالتحاق بجامعة ستراسبورغ بسبب جنسها، لتذهب لجامعة هيدلبورغ. على الرغم من السماح لها بالالتحاق بالجامعة، لم تسمح كلية الطب لها بالدخول، وحرمتها من دخول محاضرات، ومُختبرات علم وظائف الأعضاء. لحسن الحظ، شاركها زملاؤها الذكور ملاحظاتهم في المحاضرات، وبعد دراسة مكثفة، اجتازت إيدا اختبارات الدكتوراة بمرتبة الشرف. كتبت عن الصعوبات، والعقبات التي واجهتها في مسيرتها التعليميّة، والمهنيّة في مجلة الجمعيّة الأمريكية للمرأة الجامعيّة بعنوان: «قبل أن تكون امرأة فهي إنسان».
بعد عودتها للولايات المتحدة الأمريكيّة، حثت على مساعدة العديد من النساء الأكاديميّات، ودعت العديد من الناشطات الثريّات لإنشاء صندوق للدعم المالي للنساء خلال مسيرتهن العلميّة. أصبحت رابطة نابولي مصدر التمويل المالي، والدعم المهني للعديد من النساء في البحث العلمي، لتستفد أكثر من 36 امرأة من دعم البرنامج لهن. في عام (1927)، أنشأت إيدا منحة دراسيّة مُمولة لجامعة كانساس للنساء المُتطلعات لاستكمال مسيرتهن المهنيّة في العلوم، وقدمت زمالة إيدا هيدا الدوليّة للرابطة الأمريكيّة للنساء الجامعيّات.[ في الحرم الجامعي لجامعة كانساس، دفعت للحصول على خدمة المرحاض في المباني العلميّة، حيثُ إن تلك المباني صُممت مع مراحيض مُخصصة فقط للذكور، لأنه لن تكون هناك حاجة لمرافق نسائيّة. ضغطت إيدا بشكل متكرر على الجامعة للمساواة في الأجور، وعملت في المجتمع من أجل زيادة الفرص للنساء في المجالات المهنيّة المختلفة.